# Куруци
 Куруци (мађ. Kurucok)  се односи на групу наоружаних антихабзбуршких устаника у Краљевини Мађарској између 1671. и 1711. године. Временом је термин „куруц” почео да означава Мађаре који се залажу за строгу националну независност, а термин „лабанц” означава Мађаре који се залажу за сарадњу са спољним силама. Термин куруц се користи и у позитивном смислу да значи „патриотски“ и у негативном смислу да значи „шовинистички“. Термин лабанц се скоро увек користи у негативном смислу да значи „нелојалан“ или „издајник“.
Војска куруца је била састављена углавном од осиромашеног нижемађарског племства и кметова, укључујући мађарске протестантске сељаке и Словене. Успели су да освоје велике делове Мађарске у неколико устанака вођене из Ердеља пре него што су ихпоразиле  хабзбуршке царске трупе поразиле.

## Порекло имена
Реч куруц је први пут употребљена 1514. године за наоружане сељаке које је предводио Ђерђ Дожа. Научник из 18. века Матија Бел је претпоставио да је та реч настала од латинске речи „cruciatus“ (мучен), на крају од „crux“ (крст), а да су Дожини следбеници названи „крсташи“ јер је побуна сељака започела као званични крсташки рат против Османлија. Силахдар Финдиклили Мехмед Ага, османски хроничар из 17. века, претпоставио је да је реч Куруц („Курс“ како је у његовој хроници преведена на отомански турски) грчка реч која значи „углачан“ или „cilâlı“ на турском.
Данашњи етимолози не прихватају Белову или Мехмедову теорију и сматрају да је та реч настала од турске речи за бунтовника или побуњеника (kurudsch).
Године 1671. име је користио Мени, беглербег паша из Егера у данашњој Мађарској, да означи претежно племићке избеглице из мађарске Краљевске. Име је брзо постало популарно и коришћено је од 1671. до 1711. у текстовима писаним на мађарском, словачком и турском језику за означавање побуњеника из мађарске краљевине и северног Ердеља, који се боре против Хабзбурга и њихове политике.
Побуњеници из првог куручког устанка називали су себе „бујдошок” (бегунци), или у дужем облику, „различити бегуначки сталежи, барони, племићи, коњици и пешадијски војници, који се боре за материјалну и духовну слободу мађарске матице“. Војска коју је окупио северномађарски племић Имрих Текели такође се звала куруц. Њихов устанак је приморао хабзбуршког цара Леополда I да обнови устав 1681. који је био претходно суспендован 1673. године.
Вођа последње побуне куруца, Ференц II Ракоци, није користио тај израз, већ је користио француску реч побуњеници или незадовољни (insurgents, malcontents) да би истакао њихове сврхе. Савремени извори су такође преферирали израз „незадовољни“ за означавање побуњеника.
Куруц је коришћен у словачкој популарној поезији све до 19. века. Супротан термин (распрострањен после 1678) био је лабанц (од мађарске речи „лабанц“, дословно „дуга коса“, која се односи на перике које су носили аустријски војници), означавајући Аустријанце и њихове лојалне присталице.